# Fechtweltmeisterschaften 1957
Die 13. Fechtweltmeisterschaft fand 1957 in Paris statt. Es wurden acht Wettbewerbe ausgetragen, sechs für Herren und zwei für Damen.

## Herren

### Florett, Einzel
| Platz | Land | Sportler     |
| ----- | ---- | ------------ |
| 1     | HUN  | Mihály Fülöp |
| 2     | URS  | Mark Midler  |
| 3     | GBR  | Allan Jay    |

### Florett, Mannschaft
| Platz | Land       | Sportler |
| ----- | ---------- | --- |
| 1     | Ungarn     | Ferenc Czvikovszky, Mihály Fülöp, József Gyuricza, Jenő Kamuti, Endre Tilli                                  |
| 2     | Frankreich | Claude Bancilhon, Bernard Baudoux, Roger Closset, René Coicaud, Christian d’Oriola, Claude Netter            |
| 3     | Italien    | Aldo Aureggi, Giancarlo Bergamini, Luigi Carpaneda, Vittorio Lucarelli, Alberto Pellegrino, Antonio Spallino |

### Degen, Einzel
| Platz | Land | Sportler          |
| ----- | ---- | ----------------- |
| 1     | FRA  | Armand Mouyal     |
| 2     | HUN  | Gurgy Baranyi     |
| 3     | ITA  | Franco Bertinetti |

### Degen, Mannschaft
| Platz | Land                   | Sportler                                                                                                   |
| ----- | ---------------------- | --- |
| 1     | Italien                | Giorgio Anglesio, Franco Bertinetti, Giuseppe Delfino, Carlo Pavesi, Alberto Pellegrino, Gianluigi Saccaro |
| 2     | Ungarn                 | Lajos Balthazár, Árpád Bárány, Barnabás Berzsenyi, Ferenc Czvikovszky, Tamás Gábor, István Kausz           |
| 3     | Vereinigtes Königreich | Raymond Harrison, William Hoskyns, Michael Howard, Allan Jay, John Pelling, Ralph Sproul-Bolton            |
| 4     | Belgien                | |

### Säbel, Einzel
| Platz | Land | Sportler         |
| ----- | ---- | ---------------- |
| 1     | POL  | Jerzy Pawłowski  |
| 2     | HUN  | Rudolf Kárpáti   |
| 3     | HUN  | Tamás Mendelényi |

### Säbel, Mannschaft
| Platz | Land        | Sportler                                                                                             |
| ----- | ----------- | --- |
| 1     | Ungarn      | Aladár Gerevich, Zoltán Horváth, Rudolf Kárpáti, Pál Kovács, Tamás Mendelényi, József Szerencsés     |
| 2     | Sowjetunion | Jewhen Tscherepowskyj, Lew Kusnezow, Leonid Leitman, Jakow Rylski, Dawid Tyschler                    |
| 3     | Polen       | Marek Kuszewski, Zygmunt Pawlas, Jerzy Pawłowski, Andrzej Piątkowski, Wojciech Zabłocki, Ryszard Zub |

## Damen

### Florett, Einzel
| Platz | Land | Sportlerin         |
| ----- | ---- | ------------------ |
| 1     | URS  | Alexandra Sabelina |
| 2     | FRG  | Heidi Schmid       |
| 3     | ITA  | Irene Camber       |

### Florett, Mannschaft
| Platz | Land           | Sportlerinnen                                                                                           |
| ----- | -------------- | --- |
| 1     | Italien        | Cristiana Bortolotti, Irene Camber, Velleda Cesari, Bruna Colombetti, Leopolda Predaroli, Jenny Zanelli |
| 2     | BR Deutschland | Helmi Höhle, Ilse Keydel, Else Ommerborn, Heidi Schmid, Helga Stroh                                     |
| 3     | Österreich     | Waltraut Ebert, Helga Gnauer, Maria Grötzer, Luise Gruss, Helga Katlein, Ellen Müller-Preis             |